# Josef Žanda
Josef Žanda (* 13. srpna 1948 Česká Lípa) byl český politik, po sametové revoluci československý poslanec Sněmovny lidu Federálního shromáždění a místopředseda ČSSD.

## Biografie
V roce 1966 se vyučil na nástrojaře a nastoupil do podniku Severočeské papírny v České Kamenici. Během základní vojenské služby se v letech 1968–1969 podílel na založení Svazu vojenské mládeže. V období let 1972–1990 pracoval v podniku Pozemní stavby v Liberci. V roce 1986 byl krátce zaměstnán v Uranových dolech ve Stráži pod Ralskem, kam se ještě vrátil roku 1990. Byl aktivní i jako sportovec a orgánizátor sportu. Byl závodním hráčem, trenérem a funkcionářem stolního tenisu.
V roce 1990 se zapojil do obnovování ČSSD v regionu Českolipska. Byl okresním tajemníkem strany. V roce 1991 byl zmiňován jako člen Ústředního výkonného výboru ČSSD. V této funkci se v únoru 1991 účastnil okresní konference strany v Litoměřicích. V roce 1992 se uvádí jako místopředseda ČSSD. Funkci místopředsedy zastával od roku 1990 do roku 1993.
Ve volbách roku 1992 byl zvolen za ČSSD do Sněmovny lidu (volební obvod Severočeský kraj). Ve Federálním shromáždění setrval do zániku Československa v prosinci 1992. Patřil mezi dva poslance ČSSD, kteří podpořili ústavní zákon o rozdělení ČSFR a odmítli tak negativní postoj ČSSD k takovémuto způsobu rozdělení federace.
V roce 1993 patřil v ČSSD ke stoupencům Jiřího Paroubka a podporoval ho v jeho kandidatuře na předsedu strany (předsedou se ovšem stal Miloš Zeman). Poté, co na sjezdu ČSSD v roce 1993 uspěl Zeman, ukončil Žanda na podzim 1993 své členství v ČSSD a stáhl se z politického života. Uvádí se bytem Česká Lípa.